# 11413 Catanach
11413 Catanach è un asteroide della fascia principale. Scoperto nel 1999, presenta un'orbita caratterizzata da un semiasse maggiore pari a 2,3149688 UA e da un'eccentricità di 0,1453984, inclinata di 3,74143° rispetto all'eclittica.